# Путь Ленина (Нижегородская область)
Путь Ле́нина — посёлок в Вознесенском районе Нижегородской области. Входит в состав Нарышкинского сельсовета.

## Население
| 1999 | 2002 | 2010 |
| ---- | ---- | ---- |
| 37   | ↗47  | ↘32  |

## Улицы
- ул. Зелёная,
- ул. Кирова,
- ул. Полевая,
- ул. Садовая,
- ул. Цветочная.